# Andrea Marcato
Andrea Marcato (Padova, 17 aprile 1983) è un allenatore ed ex giocatore italiano di rugby a 15, in carriera agonistica attivo nei ruoli di apertura-estremo.
Ha rappresentato l'Italia in 16 occasioni tra il 2006 e il 2009 con 75 punti realizzati.
Dopo il ritiro avvenuto nel 2017 ha intrapreso la carriera tecnica e, al primo anno da allenatore, ha condotto il Petrarca, suo ultimo club da giocatore, alla vittoria in tre campionati tra il 2018 e il 2024.
Da giugno 2024 è anche assistente allenatore della nazionale italiana under-20.

## Biografia

### Attività da giocatore
Marcato mosse i primi passi rugbistici a 8 anni nel club padovano del Selvazzano in cui suo padre e suo zio, a loro volta ex rugbisti, allenavano; a 15 anni entrò nel Petrarca con cui vinse, nel 2001, il campionato Under-21; nel 2002 l'allenatore della prima squadra Artuso lo fece esordire in campionato (10 novembre, vittoria 45-25 sul Silea).
Nel 2005, dopo un campionato in cui ebbe diverse incomprensioni con il tecnico Sauton, Marcato cambiò club e fu ingaggiato dal Benetton, con il quale vinse lo scudetto alla prima stagione.
Nel 2006 debuttò in nazionale in un test match contro il Giappone a Tokyo; tuttavia il C.T. Pierre Berbizier non utilizzò appieno il giocatore, che trovò più spazio sotto la gestione di Nick Mallett.
Tra le azioni di rilievo della carriera internazionale di Marcato figurano il drop allo Stadio Flaminio di Roma che diede all'Italia la vittoria 23-20 contro la Scozia e le evitò il whitewash nel Sei Nazioni 2008 e il calcio piazzato realizzato il successivo giugno a Córdoba, con cui l'Italia sconfisse l'Argentina all'ottantesimo minuto.
Ancora in quello stesso anno Marcato fu schierato nei test di fine anno contro Australia e Argentina (9 punti in ciascun match) e Pacific Islanders (7 punti).
I suoi ultimi incontri internazionali risalgono al Sei Nazioni 2009: durante i play-off del campionato 2008-09 Marcato si ruppe una spalla e non fu convocato per il tour di giugno e, al ritorno in attività, scoprì che Mallett aveva nel frattempo ritenuto Craig Gower più adatto nel ruolo.
Furono 16 in totale gli incontri disputati per l'Italia, con 75 punti.
Ceduto in prestito al Petrarca nel novembre 2010, Marcato tornò nel febbraio successivo al Benetton, che necessitava di rinforzi per la Celtic League; nell'estate successiva tornò nel campionato italiano nelle file del neopromosso Calvisano, con il quale nella prima stagione si aggiudicò il suo quinto scudetto e il Trofeo Eccellenza.
Dopo un'ulteriore stagione a Calvisano, al termine della quale fu lasciato libero, nel 2013 tornò al Petrarca; in quell'anno, oltre che come giocatore, fu a disposizione del club anche come allenatore della seconda squadra, che militava in serie C, guidandola alla promozione in serie B.
Nella stagione 2014-15 collaborò con lo staff tecnico della prima squadra, con l'incarico di allenatore al gioco al piede, e nel frattempo si laureò in scienze motorie a Padova con una tesi su Il mediano di apertura nel rugby moderno di alto livello il cui relatore fu Giorgio Sbrocco.
Nel 2015 fu anche allenatore alla tecnica individuale, incarico che mantenne per la stagione successiva, l'ultima da giocatore a tempo pieno, nella quale tuttavia era sceso in campo pochissime volte: a fine campionato annunciò il suo ritiro e, poche settimane più tardi, il Petrarca lo presentò come allenatore della prima squadra per la stagione sportiva 2017-18 a 34 anni da poco compiuti, rendendolo, per un solo anno, il secondo più giovane allenatore-capo del club dopo Vittorio Munari che nel 1984 ne assunse la guida a 33 anni.

### Attività da allenatore
Al suo primo campionato da tecnico guidò il Petrarca alla vittoria dello scudetto, riportando il titolo al club dopo sette anni.
Grazie a tale vittoria Marcato è divenuto il più giovane allenatore ad avere raggiunto (e vinto) la finale nell'era dei play-off benché il primato assoluto rimanga quello del citato Munari (34 anni nel 1984-85).
Nel 2021 guidò la squadra al primo posto nella regular season e alla qualificazione alla finale-scudetto, successivamente persa contro Rovigo.
Nel 2022, tuttavia, di fronte allo stesso avversario, si aggiudicò la finale scudetto al "Lanfranchi" di Parma, vincendo il suo secondo titolo da allenatore e assicurando al club il quattordicesimo della sua storia.
Dopo aver conquistato il suo terzo scudetto alla guida del Petrarca nel giugno 2024, Marcato ha annunciato le dimissioni da tecnico del Petrarca per assumere l'incarico di responsabile tecnico dell'Accademia U.23 del Benetton nonché assistente allenatore dell'Italia U-20.

## Palmarès

### Giocatore
- Campionati italiani: 5
Benetton Treviso: 2005-06, 2006-07, 2008-09, 2009-10
Calvisano: 2011-12
- Coppe Italia: 1
Benetton Treviso: 2009-10
- Trofei Eccellenza : 1
Calvisano: 2011-12
- Supercoppe d'Italia: 2
Benetton Treviso: 2006, 2009

### Allenatore
- Campionati italiani: 3
Petrarca: 2017-18, 2021-22, 2023-24
- Coppe Italia: 1
Petrarca: 2021-22